# Ligfærd
Ligfærd (dänisch Trauerfeier) ist ein Album der dänischen Funeral-Doom-Band Nortt.

## Geschichte
Mit Ligfærd veröffentlichte Nortt das zweite Studioalbum. Dabei bewahrte der Musiker die Handhabe der alleinigen Aufnahme ohne Produzent oder Tontechniker. Sein Heimstudio Mournful Monument, in dem er das Album eigenen Angaben zufolge in Winternächten aufnahm, behielt der Musiker bei. Die Aufnahme absolvierte Nortt auf einem 8-Spur-Tonbandgerät. Das abschließende Mastering wurde von ihm mit Jeppe Hasseriis gemeinsam absolviert.

## Albuminformationen
Ligfærd ist das zweite Studioalbum der Band.

### Umfang und Gestaltung
Das am 9. November 2005 erstmals veröffentlichte Album enthält sechs separate Stücke, die eine Gesamtspielzeit von 45:23 Minuten haben. Die Gestaltung übernahm Philip Rauff Nielsen. Das Album wurde über Possession Productions als MC, Total Holocaust Records als CD, Cryptia Productions als LP und Viva Hate Records als limitierte Picture Disc veröffentlicht und 2007 über Red Stream, 2010 über Cyclone Empire sowie 2018 und 2020 über  Avantgarde Music wiederveröffentlicht.

### Stil
Mit der Musik von Ligfærd behält Nortt das eigene Konzept bei. In sein Extrem getriebener Funeral Doom, aus monotoner Langsamkeit, wird in „Symbiose mit Dark Ambient“ auf dem Album gespielt. In den Hintergrund gemischte Keyboardarrangements und eine besonders tief gestimmte Gitarre produzieren die „erdrückend düstere, todessehnsüchtige Stimmung.“ Das Gitarrenspiel ist mit ausgeprägten Nachhall abgemischte worden. Gesanglich variiert Nortt kaum verständliche gutturalen Gesang und Flüstern.

## Wahrnehmung
Das Album wurde als konsequente Fortführung und Steigerung der gegebenen Qualität des Projektes Nortt einhellig gelobt, aber zugleich auf einen kleinen Kreis potentieller Anhänger begrenzt. So erweise sich die Musik als „düsterer und lebloser als je zuvor“. Damit offenbare Nortt „wie kostbar der Tod“ al Befreiung sein könne.

„‚Ligfærd‘ ist eins der mit Abstand finstersten und lebensverneinendsten Alben aller Zeiten, und stellt gleichzeitig den (momentanen) kreativen Höhepunkt des Dänen NORTT dar.“